# Забуга, Николай Петрович
Николай Петрович Забуга (13 марта 1951, Бахмач — 13 ноября 2014, Киев) — священнослужитель Украинской православной церкви (Московского патриархата), протоиерей; ректор Киевской духовной академии и семинарии (1994—2007), председатель Отдела внешних церковных связей Украинской Православной Церкви (2005—2007).

## Биография
Родился 13 марта 1951 года в городе Бахмач Черниговской области Украинской ССР.
В 1973 году окончил факультет романо-германской филологии Черновицкого государственного университета, затем там же преподавал Английский язык и Латынь.
С июля 1980 года по февраль 1981 года находился в составе контингента советских войск в Афганистане.
В сентябре 1990 года поступил на учебу в Киевскую духовную семинарию. Одновременно с учёбой преподавал в семинарии Украинский язык, Английский язык и Латынь.
28 июля 1992 года рукоположен во диакона митрополитом Киевским и всея Украины Владимиром, а 2 августа того же года был рукоположен во пресвитера.
С 1992 года исполнял обязанности помощника инспектора, а затем инспектора КДАиС.
В июне 1993 года был возведен в сан протоиерея.
19 октября 1993 года был назначен исполняющим обязанности ректора КДАиС, а 27 октября 1994 года утверждён в должности ректора Киевской духовной академии и семинарии, которую занимал до 31 мая 2007 года.
В 1994 году стал доцентом кафедры основного богословия КДА. Преподавал основное богословие, историю католицизма и протестантизма, историю экуменизма.
27 июня 1999 года назначен на должность профессора, заведующего кафедрой.
Был главным редактором «Трудов Киевской духовной академии» и «Православного вестника», постоянным представителем Украинской Православной Церкви во Всеукраинском совете церквей, секретарем Учебного комитета при Священном Синоде Украинской Православной Церкви, членом Богословской комиссии при Синоде, Ученого совета Национального Киево-Печерского историко-культурного заповедника.
В ноябре 2005 года назначен председателем отдела внешних церковных связей Украинской Православной Церкви.
В мае 2007 году уволен с должности ректора КДАиС и назначен ректором Полтавской духовной семинарии с сохранением должности председателя ОВЦС УПЦ.
1 июля 2007 года подал рапорт об увольнении на покой по состоянию здоровья, и в октябре того же года выведен за штат.
В последние годы был почётным настоятелем храма святого великомученика Георгия Победоносца в Киеве.

## Награды
- Орден «За заслуги» III степени[3].
- Орден «За мужество» III степени (1999)[3].
- Орден Красной Звезды (1981)[3].